# Сорока канадська
Сорока канадська (Pica hudsonia) — вид горобцеподібних птахів родини воронових (Corvidae). Поширений у Північній Америці.

## Поширення
Вид поширений на заході Північної Америки від Аляски (включаючи острови Шумагіна) до північно-західної частини Каліфорнії, а звідти на схід до північно-східної Оклахоми та південно-західного краю Онтаріо. Середовище існування цих птахів представлено територіями відкритої місцевості з наявністю вторинних або первинних, але досить рідкісних ділянок лісу та з густим підліском, як правило, поблизу постійних джерел прісної води, до 3000 м висоти, у районах, що характеризуються холодним напівпосушливим степовим кліматом.

## Опис
Довжина тіла від 45 до 60 см, розмах крил 56-61 см; маса тіла 145—210 г. За зовнішнім виглядом вона майже ідентична сороці європейській (Pica pica).